# Cratere Callas
Callas è un cratere da impatto sulla superficie di Venere. È intitolato al soprano greco Maria Callas.